# Rosetta (botanica)

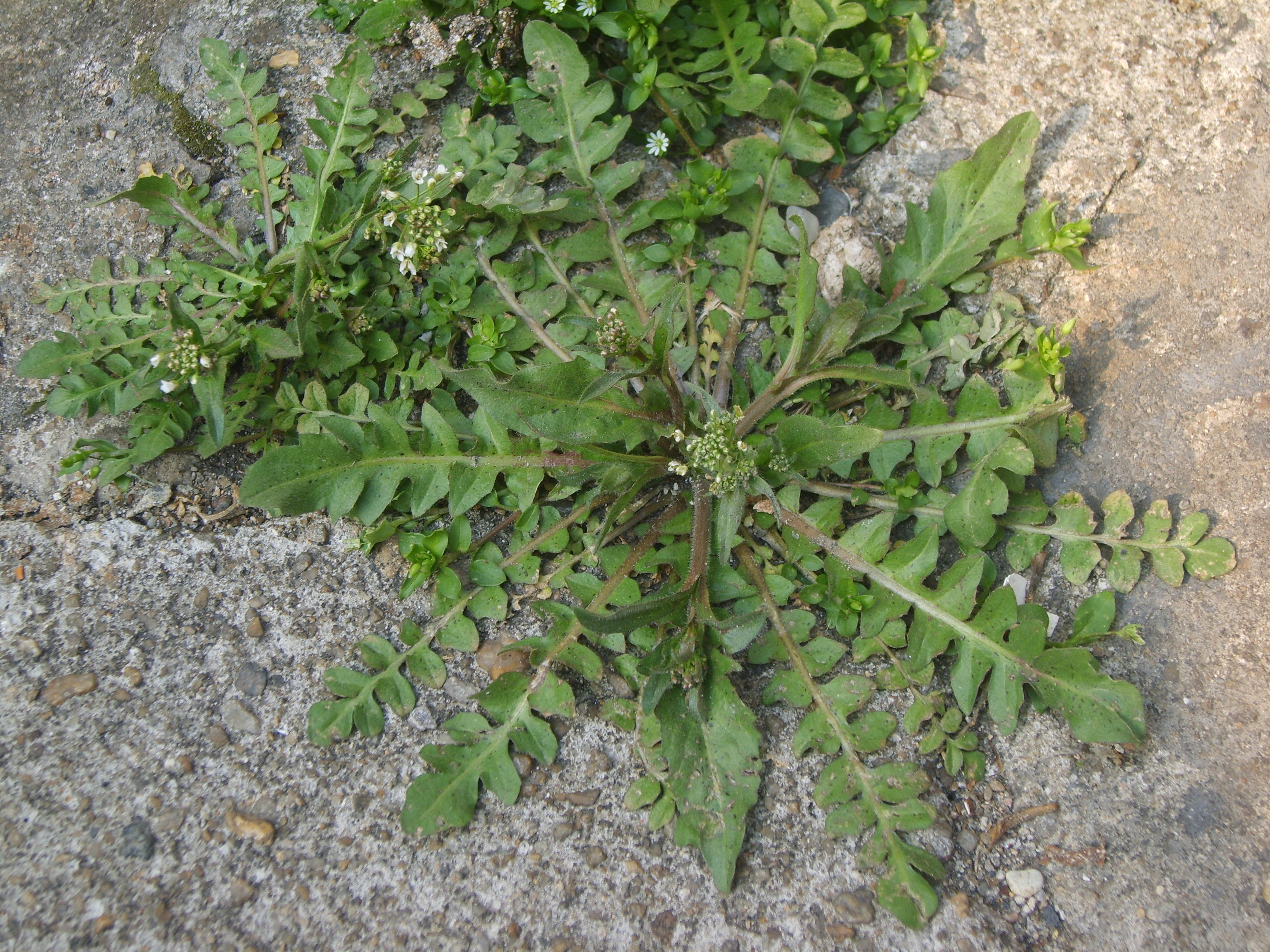
Rosette basali di Capsella bursa-pastoris (Brassicaceae)

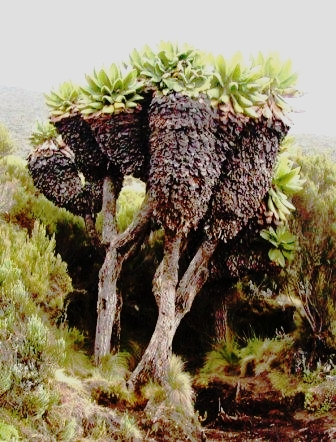
Rosette apicali di Dendrosenecio kilimanjari (Asteraceae)

In botanica, una rosetta è la disposizione a raggiera delle foglie, presente in diverse piante erbacee, solitamente sviluppata alla base dello stelo (rosetta basale) o più raramente all'apice dello stesso (rosetta apicale).
Tale disposizione è molto comune in alcune famiglie di piante come Asteraceae, Brassicaceae e Bromeliaceae, ma si ritrova anche in alcune piante succulente delle Agavacee e Crassulacee, nonché tra le Boraginacee, le Orchidacee, le Papaveracee, le Plantaginacee e molte altre famiglie.

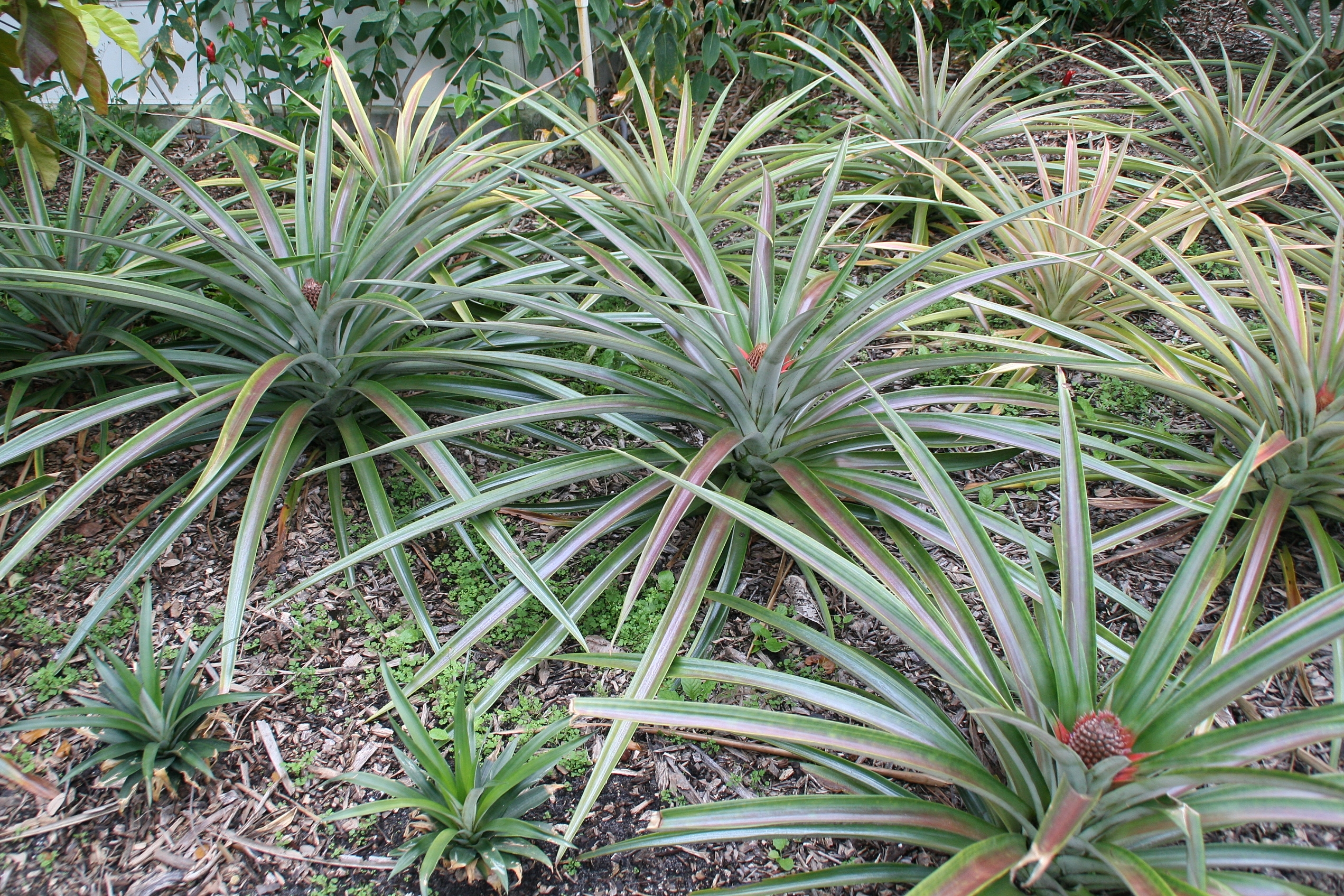
Ananas comosus (Bromeliaceae)
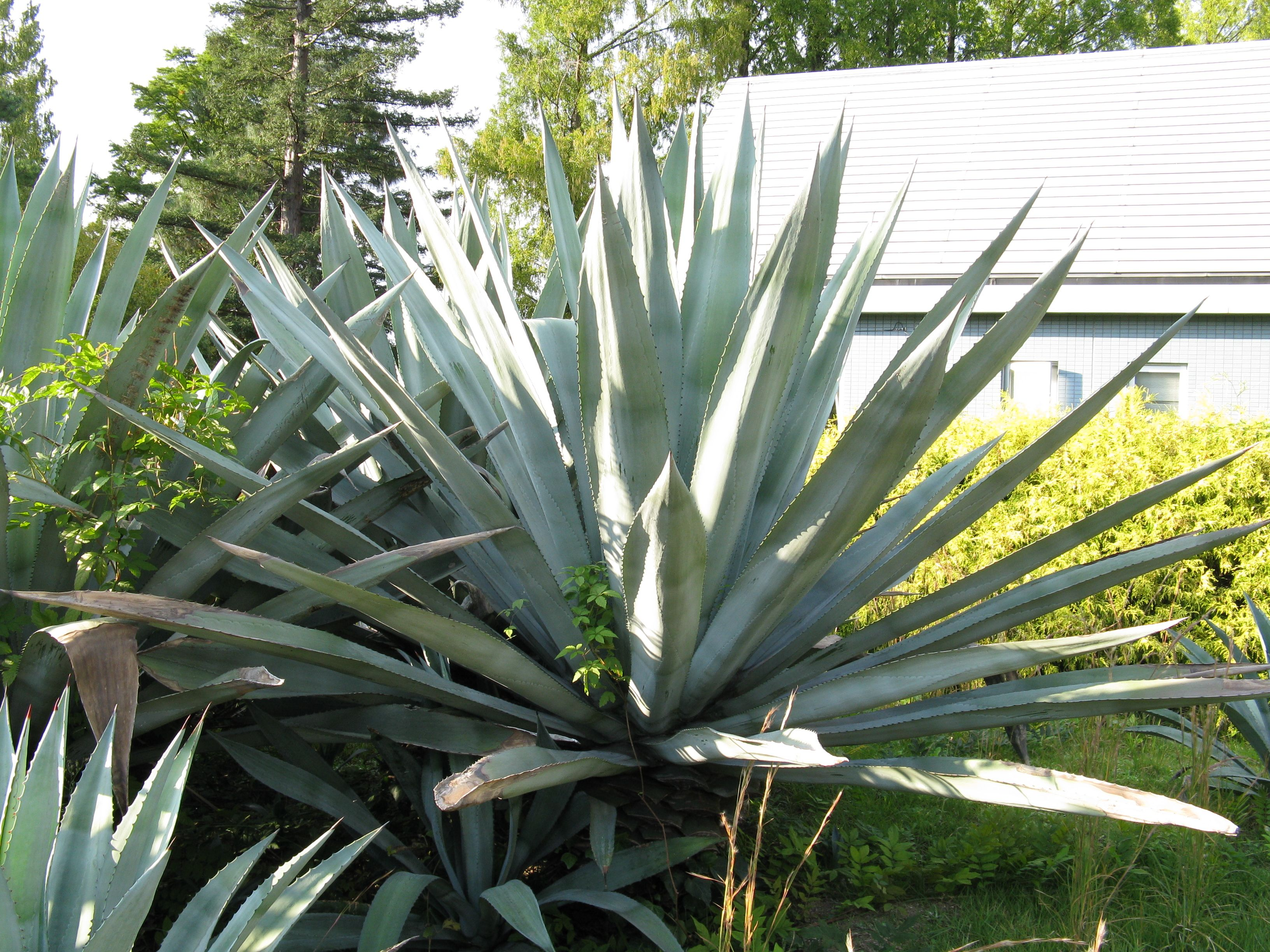
Agave americana (Agavaceae)
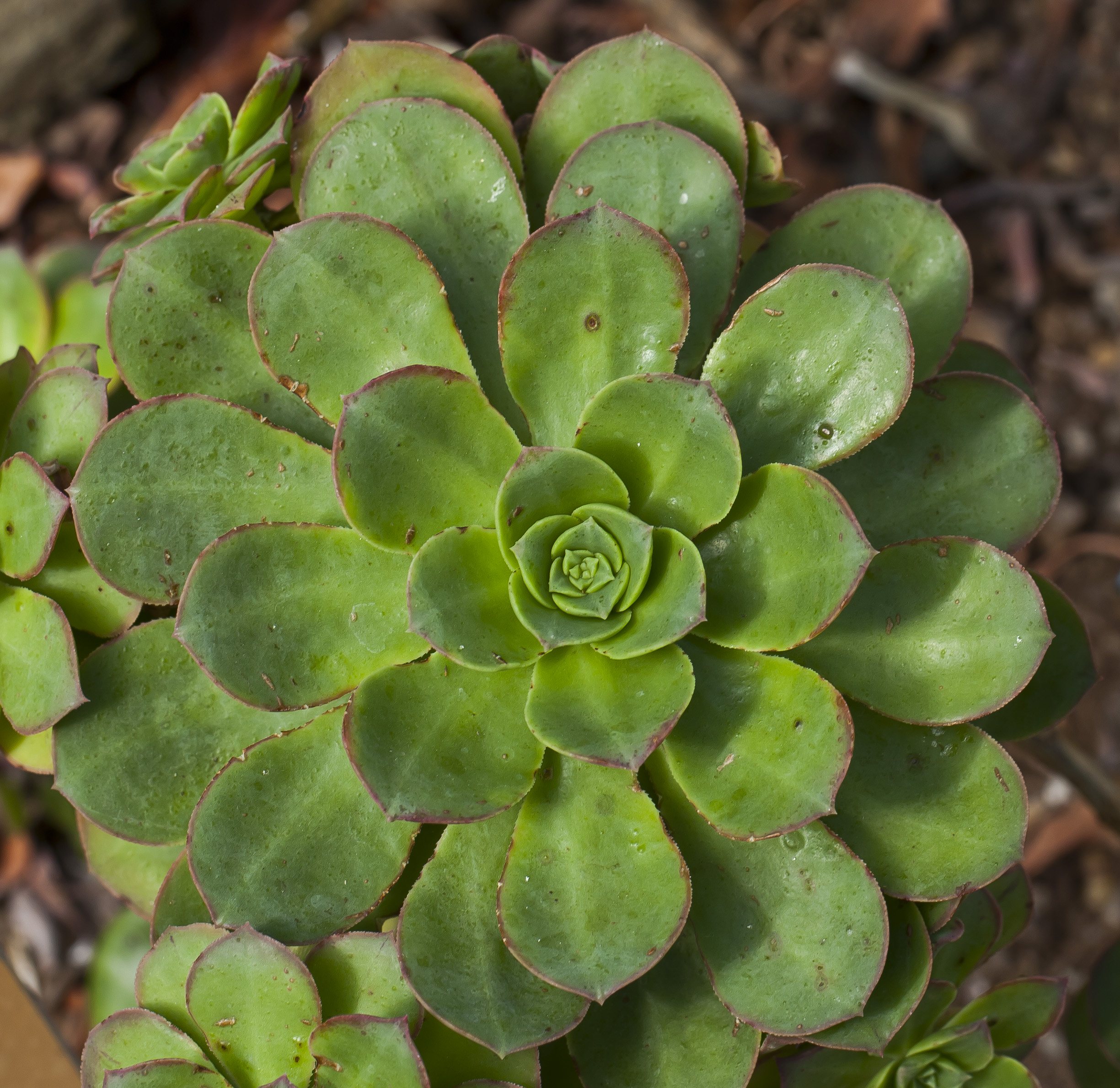
Aeonium gomerense (Crassulaceae)
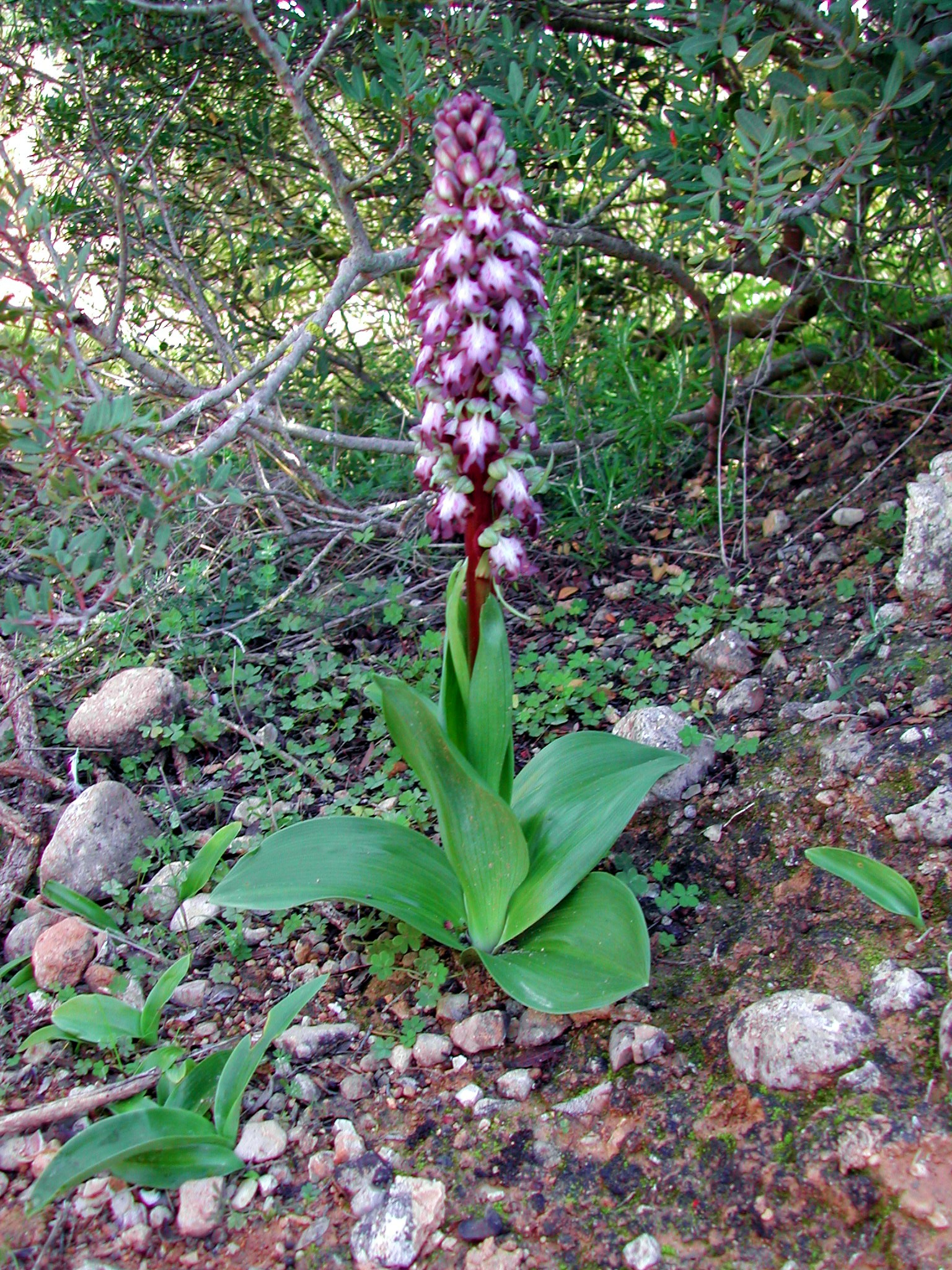
Himantoglossum robertianum (Orchidaceae)